# Chrysocoris stollii
Chrysocoris stollii es una especie polífaga de chinches (Scutelleridae) comunes en el sudeste de Asia continental.

## Descripción
Color general del dorso metálico azul, verde o morado; Ventilador abdominal amarillo, ampliamente marginado, con rayas posteriores a los espiráculos púrpuras, espiráculos II – VII, cada uno rodeado por una mancha negra redondeada; pro, meso y metepimeroides junto con los lóbulos supracoxales amarillos; Coxas y trocánteres amarillo pálido, fémures con anillo apical y bandas longitudinales negras, tibias y tarsos negros.

## Biología
Estos insectos se alimentan de los jugos de las plantas de una variedad de especies diferentes, incluidos algunos cultivos comerciales como la palomita, Pongamia, nuez de Areca, Jatropha, etc.

## Distribución
Uno de los scutelleridos más comunes y abundantes en el sudeste asiático continental. Se distribuye por toda Indochina y, a través del Cinturón Sub-Himalayo, se extiende hasta Pakistán. Los registros verificados están disponibles en Bangladés, Camboya, China, India, Malasia, Myanmar, Pakistán, Taiwán, Tailandia, Vietnam; Los registros de literatura de Corea, Sri Lanka, Filipinas e Indonesia son erróneos.